# Кихане
Кихането е полуавтономно, конвулсивно и експлозивно изтласкване на въздуха от белите дробове през носа и устата, обикновено причинено от чужди частици, дразнещи лигавицата в областта на носа. Кихането е възможно да бъде свързано с внезапно излагане на ярка светлина, внезапна промяна на температурата, бриз, студен въздух, настинка, хрема, ринит, синузит, вирусна инфекция, попадане на чуждо тяло в дихателните пътища, алергии (към мухъл и полени), анафилаксия, бременност, плеврит, лайшманиоза и други, и може да доведе до разпространението на болести.
Биологичната функция на кихането е изхвърляне на слуз, съдържаща чужди частици или дразнители и почистване на носната кухина. По време на кихане мекото небце и мъжеца се свиват и отпускат надолу, докато задната част на езика се повдига, за да се затвори частично прохода на устата, така че въздуха, изтласкан от белите дробове, да може да се изхвърли през носа. Тъй като затварянето на устата е частично, значително количество от този въздух обикновено се изтласква и от устата. Силата и степента на експулсиране на въздуха през носа варират.
Кихането не може да се случи по време на сън, поради факта, че тялото е в състояние, в което мозъчните неврони не се стимулират, а рефлексните сигнали не се предават на мозъка. Достатъчно силни външни стимуланти обаче могат да накарат човек да се събуди от съня си с цел кихане.

## Описание
Кихането обикновено се проявява, когато чужди частици или достатъчно външни стимуланти преминават през носните косми, за да достигнат до носната лигавица. Това предизвиква освобождаването на хистамин, който дразни нервните клетки в носа, което води до изпращането на сигнали към мозъка, за да се започне кихане чрез мрежата на троичния нерв. Мозъкът тогава свързва този първоначален сигнал, активира мускулите на фаринкса и трахеята и създава голям отвор на носната и устната кухина, което води до мощно освобождаване на въздух и биочастици.